# Humana Inc.
Humana Inc. (NYSE: HUM), fundada en el año 1961 en Louisville, Kentucky, es una corporación empresarial que comercializa y administra seguros de salud. Con un conjunto de 11,5 millones de clientes en Estados Unidos, la compañía es la mayor en términos de beneficio del estado de Kentucky e integrante de la lista Fortune 100. Asimismo tiene una capitalización bursátil de más de 13 mil millones de dólares, beneficios por valor de 25,2 mil millones y posee 26 000 empleados en todo Norteamérica. Humana comercializa sus seguros de salud en los 50 estados de EE. UU., Washington D. C. y Puerto Rico, poseyendo además intereses económicos en Europa Occidental.

## Historia

### 1961-1993: Hospitales y residencias de la tercera edad
La compañía fue fundada por David A. Jones, Sr. y Wendell Cherry como empresa propietaria de residencias de la tercera edad en 1961. Entonces llamada Extendicare, llegó a ser la mayor empresa de este tipo en los Estados Unidos, para dejar esta actividad de lado y centrarse en la compra de hospitales en 1972. Llegó a ser la mayor compañía hospitalaria del mundo en la década de los ochenta. 
El nombre de la compañía cambió a Humana Inc. en 1974. Humana sufrió un tremendo crecimiento en los años venideros, en parte como consecuencia de la toma de control de American Medicorp Inc. en el año 1978, que tuvo como consecuencia que la empresa doblara su tamaño. Durante la segunda mitad de los años setenta, la empresa volcó sus esfuerzos en una estrategia de construcción y apertura rápida de hospitales en un mes. Durante este boom de la construcción, Humana desarrolló el modelo de doble pasillo para la construcción de hospitales. Este diseño altamente eficaz redujo la distancia entre pacientes y enfermeros localizando el servicio sanitario en el interior del edificio con las habitaciones de los pacientes rodeando el perímetro.
Humana trajo la investigación pionera del corazón artificial de la mano de los doctores Robert Jarvik y William DeVries, inventor y cirujano del primer corazón de este tipo que se implantó en la Universidad de Utah en 1982, para crear el Humana Heart Institute en Louisville en 1985.
Durante la última década del siglo XX Humana separó sus hospitales de sus operaciones relativas a la aseguración médica.

### 1984-presente: Seguros de salud
Durante el desarrollo del sistema sanitario de EE. UU. en la década de los ochenta, Humana creó y comenzó a comercializar seguros de salud. Por otro lado en 1998, el grupo United Healthcare intentó adquirir la compañía, sin embargo el esfuerzo fracasó cuando se dio a conocer las pérdidas trimestraes de United por valor de casi mil millones de dólares.
En el año 2001, Humana se unió en colaboración con Navigy, Inc. (subsidiaria de la también empresa aseguradora Blue Cross and Blue Shield Association of Florida, Inc.) para lanzar Availity, un servicio que facilita los trámites entre profesionales médicos de Florida, usuarios de los planes de salud y aseguradoras.
En 2005, la compañía pactó un acuerdo empresarial con el grupo Virgin, ofreciendo incentivos financieros a los asegurados para obtener un estilo de vida saludable en estos.
El Business Health Care Group of Southeast Wisconsin (en español, Grupo de Sanitario del Sureste de Wisconsin) escogió a Humana como socio administrativo para ayudar a reducir los costes sanitarios.
Humana lanzó en 2006 el servicio RightSource, una farmacia por correo a domicilio que opera en todo EE. UU.

## Adquisiciones
La siguiente lista representa algunas de las mayores adquisiciones realizadas por Humana desde 1990 en EE. UU.
| Año  | Empresa adquirida                | Localización |
| ---- | -------------------------------- | ------------ |
| 1990 | Michael Reese Health Plan        | Illinois     |
| 1995 | The Dental Concern               | Illinois     |
| 1995 | Carrington                       | Illinois     |
| 1996 | Employers Health Insurance (EHI) | Wisconsin    |
| 1997 | Physicians Corp of America (PCA) | Texas        |
| 1997 | ChoiceCare                       | Ohio         |
| 2000 | Memorial Sisters of Charity      | Texas        |
| 2003 | Oschner Health Plan              | Louisiana    |
| 2005 | CarePlus Health                  | Florida      |
| 2005 | Corphealth Behavioral Healthcare | Texas        |
| 2006 | CHA Health                       | Kentucky     |
| 2007 | Compbenefits                     | Georgia      |
| 2007 | KMG                              | Minnesota    |
| 2008 | OSF Healthplans                  | Illinois     |
| 2008 | Metcare                          | Florida      |
| 2008 | Cariten                          | Tennessee    |